# Опасни връзки (роман)
Вижте пояснителната страница за други значения на Опасни връзки.
Опасни връзки  (на френски: Les Liaisons dangereuses; [le ljɛ.zɔ̃ dɑ̃.ʒə.ʁøz]) е френски епистоларен роман от Шодерло дьо Лакло, за пръв път публикуван в четири тома от „Durand Neveu“ на 23 март 1782 г.
Романът разкрива историята на маркиза дьо Мертьой и виконт дьо Валмон, двама съперници (и бивши любовници), които използват прелъстяването като оръжие и унижавайки и опозорявайки другите, се наслаждават на своите подли игри и манипулации. Смята се, че романът „Опасни връзки“ изобразява упадъка на френската аристокрация малко преди Френската революция, като показва перверзиите на т.нар. Стар ред. Също така се счита, че има аморален сюжет.
Като епистоларно произведение, романът е разделен изцяло на писма, които са кореспонденция между различните герои. Писмата между Валмон и Маркизата движат действието, а тези на жертвите им и останалите персонажи служат като контрастни фигури и дават дълбочина на сюжета.
Смята се, че от произведението произлиза поговорката „Отмъщението е ястие, което се сервира студено“, перифразиран превод от La vengeance est un plat qui se mange froid, но изразът не съществува в оригиналния роман под никаква форма.

## Персонажи
- Маркиза дьо Мертьой – омъжва се за виден аристократ, но рано остава вдовица. Тя е високо уважавана в обществото и привидно е много благочестива. Маркизата обаче е изключително безскрупулна. Добър познавач на хората, лицемерна, хитра, властна, готова на всичко, за да достигне целите си. Тя е изкусителна и порочна, успява да излезе чиста от всяка ситуация чрез всевъзможни номера и интриги.
- Виконт дьо Валмон – известен с многобройните си любовни завоевания. Също като добрата си приятелка маркиза дьо Мертьой е изкусителен, манипулативен, хитър и пресметлив. Двамата заедно заплитат интриги и безцеремонно променят човешки съдби. Той се забавлява да прелъстява и изоставя жените. Точно това се опитва да постигне и с президентшата дьо Турвел.
- Президентшата дьо Турвел – красива и млада жена. Изключително добра и религиозна. Въпреки че е вярна на принципите си, Валмон с различни хитрости успява да я подчини на себе си. Изключително чувствителна е и когато разбира, че е прелъстена и изоставена, умира от мъка.
- Сесил Воланж – Току-що се е завърнала от манастир, където е била изпратена от майка си. Тя е млада, наивна, скромна и много доверчива. Все още не знае как да се държи сред обществото. Сгодена е за бившия любовник на маркизата, но се влюбва в младия Дансьони. Става лесна плячка на двамата злодеи – маркизата и виконтът.
- Дансьони – млад и привлекателен кавалер. Влюбен е в Сесил и също като нея е много наивен.
- Госпожа Розмонд – тя е леля на виконт дьо Валмон. Голяма част от действието на романа се развива в нейното имение в провинцията. Олицетворение на мъдростта.
- Госпожа Воланж – майка на Сесил. Съобразителна е и сгодява дъщеря си за мъж с добро положение. Добра приятелка е на госпожа Турвел и иска да я предпази от влиянието на Валмон и поради тази причина си навлича гнева му.

## Резюме
Сюжетът проследява сложните отношения, задкулисните игри и любовните чувства,
владеещи парижката аристокрация. Главните действащи лица са привидно порядъчната
маркиза Дьо Мертьой и бившият ѝ
любовник – известеният със
сексуалните си похождения виконт Дьо Валмон. Те
се разпореждат безогледно със съдбите на хората около тях. По пътя към съсипването на една невинна
девица и на една омъжена благопристойна жена, Мертьой превръща виконта в опасно оръжие за постигане на целите си.
Двамата заговорници обаче не подозират, че самият Дьо Валмон ще попадне в плен
на любовта и ще се обърне срещу доскорошната си покровителка.
 Романът започва с писмо от Сесил Воланж до
нейната приятелка Софи Карне от манастира, в който е била до скоро. Става ясно,
че майката на Сесил ѝ е уредила брак с тайнствен кавалер, който младата героиня
все още не познава. Второто писмо е ключово за завръзването на интригата в
романа. То е от маркиза Дьо Мертьой и е адресирано до виконт Дьо Валмон, който
по това време пребивава в имението на леля си Дьо Розмонд в околностите на
Париж. Още от това второ писмо за читателя вече е ясна истинската коварна
същност на двамата герои. Това се разбира от необикновената молба на маркизата,
виконтът да съблазни Сесил с цел отмъщение на годеника ѝ, който е бивш любовник
на Метрьой. Интригата се заплита, когато виконтът връща отговор, че тя е
прекалено лесна плячка, а и вече е намерил друга подходяща жертва- младата и
красива президентша Дьо Турвел. От поредица от писма се разбира, че виконтът и
маркизата са бивши любовници и чувствата им все още не са затихнали. От тук
следва облогът им – ако Валмон съблазни Турвел и представи писмено
доказателство за това, Мертьой ще прекара една вечер с него. В същото време се
появява образът на кавалера Дансьони – той учи Сесил да свири на арфа и малко
по малко се влюбват. Разменят си наивни любовни писма, а Сесил, която смята
маркизата за своя добра приятелка ѝ  доверява любовните си чувства с Дансьони. По
същото време виконтът все повече впечатлява президентшата чрез предварително
измислени измамни средства – подкупва слугите, за да може да чете
кореспонденцията ѝ, преструва се, че помага безкористно на хора в нужда, за да
я впечатли, демонстрира фалшива набожност. Решава да ѝ се обясни в любов, но тя
го отхвърля и го моли да напусне имението, за да може чувствата му да затихнат.
Той хитро удоволетворява нейното искане, но с условието тя да му разреши да ѝ пише.
Маркизата не е съгласна с това, което се случва, защото усеща, че виконтът
започва да се увлича истински по Турвел. Мертьой, преструвайки се на загрижена
приятелка, издава любовната тайна на Сесил на майка ѝ – госпожа Воланж. Тя смята,
че препятствието ще ускори отдаването на Сесил, а с него планът ѝ за отмъщение
ще бъде изпълнен. В резултат на това госпожа Воланж заминава заедно с дъщеря си
в имението на Розмонд. По това време виконтът също се връща при леля си. Повечето
от персонажите се озовават на едно и също място. Валмон „помага” на Дансьони да
достигне до любимата като се грижи тя да получава писмата му. В същото време
обаче Валмон решава, че може да се възползва от наивната Сесил, защото разбира,
че майка ѝ е настройвала Турвел против него и така иска да си отмъсти. Със
Сесил започват любовна връзка и планът на маркизата се осъществява
преждевременно. Писмата представят не само настоящите събития, а разкриват
миналото на някои от героите. Като най-интересна е историята на маркизата. В
писмо до виконта тя разказва как е изучила тънкостите на общуването, на
измамата, как е останала вдовица и как въпреки всички злини, които е извършила,
е успяла да запази доброто си име в обществото. По-нататък от съдържанието на
романа се разбира, че Сесил забременява от виконта, но прави спонтанен аборт,
за което никой не узнава. Дансьони е съблазнен от маркизата. Валмон
продължава безсрамно да ухажва Турвел, която малко по малко започва да се
поддава на неговите атаки. След случилото се Сесил и майка ѝ се връщат в Париж,
маркизата е в провинцията, за да урежда делата си. Валмон също отива в Париж.
Когато виконтът посещава вече изцяло влюбената в него Турвел в дома ѝ, тя му се
отдава, престъпвайки всички свои ценности. Така коварният план на Валмон да я
съблазни и по-късно да я изостави, се осъществява. След като разбира, че е
измамена, президентшата се поболява от мъка и заминава в манастир, където умира
драматично. Когато виконтът иска от маркизата обещаното за изпълнената задача,
тя му отказва и двамата се скарват и стават врагове. Това кара Мертьой да разкрие
пред Дансьони, който все още е влюбен в Сесил, че виконтът е обезчестил
неговата любима. Това кара младия кавалер да предизвика Валмон на дуел, където
го ранява смъртоносно. Преди да умре виконтът му дава цялата коресподенция
между него и маркизата и умира. Дансьони разпространява тези писма и след това ги
оставя на госпожа Розмонд. Цялото общество разбира истинската коварна същност
на маркизата. Сесил, чиято тайна Дансьони все пак запазва, се връща в
манастира, за да изкупи греховете си, а самият той заминава за Малта. По ирония
на съдбата Мертьой се разболява от едра шарка, която обезобразява лицето ѝ. За
да избяга от отхвърлилото я общество и от кредиторите си, тя заминава за
Холандия.

## Същност и литературен принос. Основни идеи
С дръзкото си
перо, Лакло успява да изобличи лицемерните игри между парижката аристокрация. В романа си той
представя и развива мотивите и идеите за лъжата, за любовта, за религията и за справедливостта.
Романът се състои от 175 писма и е около 350 страници. Стилът е този на висшето общество от годините преди Революцията, по-скоро предметен и неутрален,наблягащ върху анализа на психологическите изживявания на героите. Интригата се
сглобява пред очите на читателя чрез писмата. Първото писмо е от 03.08, а
последното 14.01. Действието се развива в рамките на около половин година.
Лакло разгръща много сложна любовна интрига, в която са въвлечени голям брой
лица. Заглавието загатва за тази сложност – връзките между представителите на
висшето общество са винаги опасни, те водят до нещастия, злини и смърт.
Централни протагонисти в любовната драма са виконт Дьо Валмон и маркиза Дьо
Мертьой – циници, за които любовта е само игра и развлечение. Маркизата често
формулира разбиранията си за живота и любовта в афоризми, издаващи блестящ ум и
интелигентност – нпр. в X писмо: „Нима сте забравили, че
подобно на медицината любовта е само изкуството да се помага на природата?”. Тя
е хладно пресметлива и само имитира чувства в зависимост от плановете си.
Виконтът е по-пламенен и импулсивен, способен е да се увлече и да се влюби –
такъв е случаят с президентшата. Писмата на петимата основни кореспонденти са
стегнати и изключително функционални. Лакло придава индивидуалност в начина на
писане на отделните лица. Стилът на госпожа Дьо Воланж и госпожа Дьо Розмонд е
по-скоро неутрален, този на Дансьони – претенциозен, на Дьо Турвел –
непосредствен и чистосърдечен (само в последните ѝ писма се долавя влиянието на
модния сантиментален стил), на Сесил – по детски наивен. Маркизата и виконтът
разкриват двойствеността на характерите си и в стила на писмата: когато пишат
един на друг стилът е шеговито–ироничен, изпъстрен с непристойни намеци и
загатвания, но в писмата до трети лица те показват благопристойност. 

## Адаптации
Романът е използван в много сценични, телевизионни и кино продукции, под различен вариант и заглавие.

### Театър
- Адаптация на Хайнер Мюлер от 1981 г., под заглавие "Quartet";
- Адаптация на Кристофър Хемптън от 1989 г., спечелила оскар за най-добър сценарий;
- Адаптация на Джон Малкович от 2012 г.;
- Музикална адаптация от Мерчело Кабайеро от 2012 г.;

### Кино
- „Опасни връзки“ (Les Liaisons Dangereuses) (1959), режисьор Роже Вадим; [2]
- „Опаси връзки“ (Dangerous Liaisons) (1988), режисьор Стивън Фриърс; [3]
- „Валмонт“ (Valmont) (1989), режисьор Милош Форман; [4]
- „Секс игри“ (Cruel Intentions) (1999), режисьор Роджър Кумбъл; [5]
- "Untolt Scandal" (2003); [6]
- "Dangerous Liaisons" (2012); [7]

### Телевизия
- „Опасни връзки“ (Les Liaisons Dangereuses) (1980), френски телевизионен филм, режисиран от Клод Барма; [8]
- „Опасни връзки“ (Les Liaisons Dangereuses) (2003), френски минисериал, режисиран от Даян Джоунс; [9]

### Опера
- (Les Liaisons Dangereuses) (1994; 1996 – 1997), композирана от Конрад Сузе
- (Les liaisons dangereuses) (1996); композирана от Пиер Шверц

### Балет
- В Берлин през 1990 г., David Nixon, артдиректор на Northern Ballet Theatre в Leeds, създава хореографията за балета, базиран на произведението „Опасни връзки”, с музика от Вивалди.
- През 2008 г., Alberta Ballet представя балет версия на едноименния роман на Лакло.

### Радио
- Адаптация на романа от осем части е излъчена по радио ефира на BBC Radio 4's "Woman's Hour Drama" (20–30 юли 1992). С участието на Juliet Stevenson, Melinda Walker, Diana Rigg и Roger Allam.
- Адаптация в две части, базирана на пиесата на Christopher Hampton, излъчена по BBC през 1998 г. В ролите